# 東由利町立大琴小学校
東由利町町立大琴小学校（ひがしゆりちょうりつおおことしょうがっこう）は、秋田県由利郡東由利町（現：由利本荘市）にあった公立小学校。

## 概要
1981年（昭和56年）4月に宿小学校、袖山小学校を統合し開校した。2002年（平成14年）3月に閉校し、東由利町立高瀬小学校と統合した（その後、2010年に閉校）。その後、校舎は残っていたが、2020年（令和2年）に老朽化に伴い、解体された。

## 沿革
- 1981年（昭和56年）
  - 4月1日 - 宿小学校、袖山小学校を統合し、開校[1]。
  - 4月4日 - 開校式挙行[1]。
- 1982年（昭和57年）2月27日 - 校歌完成[2]。
- 1983年（昭和58年） 
  - 3月 - 自転車置場、トイレ付小屋完成[3]。
  - 9月 - 健康優良校として3年連続朝日新聞社賞受賞[3]。
- 1986年（昭和61年）
  - 10月 - 「白鳥の像」除幕[3]。
  - 12月 - 国旗掲揚塔完成[3]。
- 1987年（昭和62年）9月 - 大琴地区に「あいさつ通り」設置[3]。
- 1988年（昭和63年）
  - 4月 - 大台分校が冬季分校となる[3]。
  - 8月 - 校門設置[3]。
  - 9月11日 - 礎石101年、校舎落成10周年記念式典挙行[4]。
- 1990年（平成2年）3月 - 沼分校閉校[5]。
- 1994年（平成6年）12月 - 大台冬季分校休校[3]。
- 1997年（平成9年）3月 - 大台分校閉校[3]。
- 2001年（平成13年）
  - 8月16日 - タイムカプセル開封セレモニー実施[6]。
  - 11月3日 - 開校20周年、閉校記念式典、記念碑除幕式挙行[7]。
- 2002年（平成14年）3月31日 - 閉校。
- 2020年（令和2年） - 校舎解体。

## 校歌
作詞：小笠原昭、作曲：佐藤長太郎